# 李家沱长江复线桥
李家沱长江复线桥位于重庆市九龙坡区和巴南区之间，位于既有的李家沱长江大桥上游侧约52米，南岸为巴南区李家沱，北岸为九龙坡区九龙半岛。大桥全长1306.2 米，主桥长991.7 米，主跨454 米，为双塔双索面斜拉桥。
该桥于2021年11月开始钢箱梁吊装，2023年1月12日主桥合龙。该桥为中国首座公轨同层非对称布置大跨度钢箱梁斜拉桥，桥面采用路轨同层布置形式，上游侧为市政道路单向4车道，下游侧为双线轨道交通。